# Ablepharus pannonicus
Ablepharus pannonicus là một loài thằn lằn trong họ Scincidae. Loài này được Fitzinger mô tả khoa học đầu tiên năm 1824.

## Hình ảnh

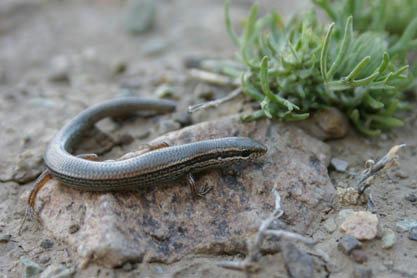